# Edward Dewhurst

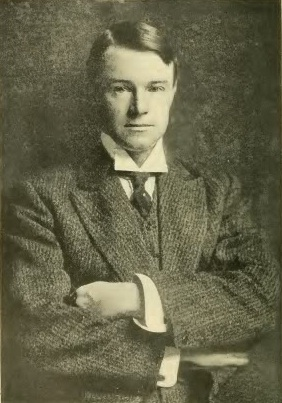
Edward Dewhurst.

Edward "Teddy" Bury Dewhurst, född 27 mars 1870, Tamworth, New South Wales, Australien, död 25 februari 1941, var en australisk högerhänt tennisspelare. 

## Tenniskarriären
Dewhurst vann sitt första US Open i tennis 1906, då han tillsammans med Sarah Coffin vann mixeddubbeltiteln genom finalseger över makarna Margaret Johnson/JB Johnson (6-3, 7-5). Han vann mixed dubbeltiteln också 1905, den gången tillsammans med Elisabeth Moore. I finalen besegrade de paret Augusta Schultz/Clarence Hobart (2-6, 4-6).

## Grand Slam-titlar
- Amerikansk mästerskapen
- Mixed dubbel - 1905, 1906